# Marcus Omofuma
Marcus Omofuma (* 10. Mai 1973 in Nigeria; † 1. Mai 1999 im Flugzeug zwischen Wien und Sofia) war ein Asylbewerber aus Nigeria, der während einer Flugzeug-Abschiebung aus Österreich nach Sofia (Bulgarien) von drei Polizisten in fahrlässiger Weise getötet wurde.

## Leben
In Nigeria war er Mitglied des religiösen Ogboni-Bundes, der wegen Gewaltakten bis hin zur systematischen Einschüchterung und Ermordung seiner eigenen Anhänger offiziell verboten ist, aufgrund seines repressiven Vorgehens in der lokalen Bevölkerung aber zahlreiche Mitglieder und Macht hat. Omofuma war nach Europa geflohen, weil er gegen ein Gesetz des Bundes verstoßen hatte und nach eigenen Angaben deshalb zum Tod verurteilt worden war.
1994 reiste Omofuma unter dem Namen „Marcus Bangurari“ und mit der falschen Herkunftsangabe Sierra Leone nach Deutschland ein, wo er Vater einer Tochter wurde. Die deutschen Behörden lehnten seinen Asylantrag ab, weshalb er am 16. November 1998 illegal in Österreich einreiste. Er stellte einen Asylantrag und wurde in Traiskirchen (siehe auch Flüchtlingslager Traiskirchen) untergebracht. Als Begründung gab er an, vor religiöser Verfolgung aus Nigeria geflohen zu sein.
Die Verfolgung durch den Ogboni-Bund gilt in der Praxis der österreichischen Asylbehörden nicht als relevanter Grund zur Erlangung des Asylstatus. Deshalb wurde sein Antrag in erster und zweiter Instanz abgelehnt. Im Dezember 1998 kam Marcus Omofuma in Schubhaft. Am 1. Mai 1999 sollte er mit einem Flugzeug nach Bulgarien abgeschoben werden. Laut Aussage der begleitenden Polizeibeamten wollte Omofuma nicht einsteigen und begann im Flugzeug zu schreien und randalieren, woraufhin die drei Beamten während des Fluges seinen Brustkorb mit Klebebändern an den Sitz schnürten und ihm den Mund sowie laut Gutachten zumindest einen Teil des rechten Nasenloches verklebten, woraufhin er entweder erstickte oder an Herzversagen starb – Gutachten sind hier uneinig.

## Politische und juristische Auswirkungen
Der Fall Marcus Omofuma erregte großes innenpolitisches Aufsehen in Österreich und brachte dem damaligen Innenminister Karl Schlögl (SPÖ) viel Kritik – auch aus der eigenen Partei – ein. Ihm wurde vorgeworfen, von der gesetzwidrigen Praxis des Verklebens von abzuschiebenden Personen gewusst und nichts dagegen unternommen zu haben. Diese Vorwürfe wurden auch durch Aussagen seines Vorgängers Caspar Einem (SPÖ) erhärtet.
Rückendeckung bekam Schlögl von der FPÖ sowie der Kronen Zeitung, die unter der Schlagzeile „So tobte der Schubhäftling!“ das Vorgehen der Polizisten rechtfertigte. Im Artikel wird Omofuma als wild beißender Randalierer dargestellt, der nur mit Fesselung und Verklebung von den drei Polizisten zu bändigen war. Wegen dieses Titels und des daran anschließenden Artikels wurde die Zeitung einen Monat später vom Österreichischen Presserat verurteilt. Jörg Haider, damals ehemaliger Bundesparteivorsitzender der FPÖ, bezeichnete Omofuma als Drogendealer, was im Zuge eines von dessen Tochter gegen Haider geführten Prozesses am Wiener Handelsgericht im April 2001 für unwahr und ehrenrührig befunden wurde.

### Proteste

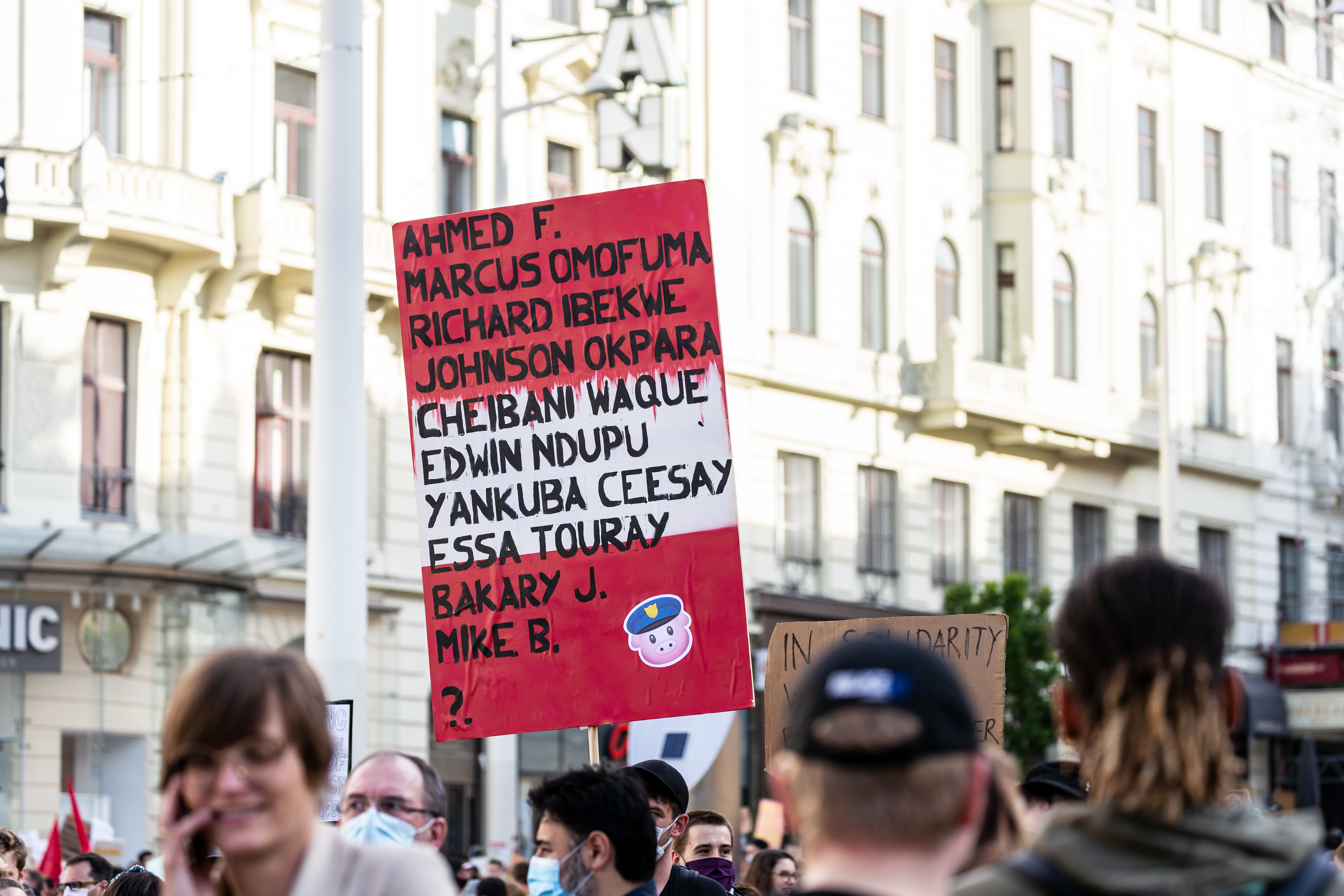
Plakat bei der Demonstration Black Lives Matter Vienna 2020 (Proteste in der Folge des Todes von George Floyd)

Der Tod Marcus Omofumas führte zur größten Protestbewegung afrikanischer Migranten und Flüchtlinge in Österreich, die sich erstmals zu einem breit angelegten Bündnis mit antirassistischen Gruppierungen zusammenschlossen. 
Am 12. Mai 1999 fand eine Protest- und Trauerkundgebung auf dem Albertinaplatz in Wien statt. Der nigerianische Politikwissenschaftler Rasheed Akinyemi forderte in seiner Rede eine unabhängige Untersuchung zur Aufklärung des Todes von Omofuma, die Bestrafung der Täter, politische Konsequenzen, Menschenrechte als Grundlage der Exekutive, ein Antidiskriminierungsgesetz, eine „Totalreform“ des Asyl- und Fremdenrechts sowie eine Änderung der europäisch-afrikanischen Beziehungen und der Entwicklungszusammenarbeit.
Es folgten eine Reihe von Demonstrationen und die Gründung einer Plattform „Für eine Welt ohne Rassismus“, in der anfangs migrantische und linke antirassistische Gruppen zusammenfanden. Im Parlament wurde die Rede von Innenminister Schlögl durch Zwischenrufe eines Aktivisten einer linken Gruppe unterbrochen, der Flugblätter in den Plenarsaal warf und dafür ein Jahr Parlamentsverbot erhielt.
Die Großdemonstrationen und Mahnwachen vor dem Innenministerium erhielten einen empfindlichen Dämpfer, nachdem in einer groß angelegten Drogenrazzia mit dem Namen „Operation Spring“ einige der afrikanischen Aktivisten wegen des Verdachts des Drogenhandels verhaftet wurden. Innerhalb der Protestbewegung führte dies zum Teil zur Entsolidarisierung mit den Afrikanern.
Auch bei späteren Protesten gegen Rassismus und Polizeigewalt in Österreich wurde immer wieder an den Tod Omofumas erinnert.

### Medizinische Gutachten zum Tod Marcus Omofumas
Zur Todesursache Marcus Omofumas existieren vier medizinische Gutachten. Das erste wurde im Mai 1999 in Sofia (Bulgarien) – dem Zielort der Abschiebung – erstellt. Im Februar 2001 folgte ein Gutachten eines österreichischen Gerichtsmediziners in Wien. Im Mai 2001 wurde ein drittes Gutachten in Deutschland erstellt.
Laut dem ersten medizinischen Gutachten des bulgarischen Gerichtsmediziners Stojtscho Radanow ist der Tod Marcus Omofumas die Folge eines Erstickungsvorganges, bei dem eine Brustkorbkompression und ein partieller Verschluss der Atemöffnungen durch Klebeband zusammenwirkten. Dem Gutachten zufolge war der Vorgang mit einem Sauerstoffmangel verbunden, der vermutlich zwischen 20 und 60 Minuten gedauert hat.
Der österreichische Gerichtsmediziner Christian Reiter schließt in einem Gutachten, das fast zwei Jahre nach dem Tod Omofumas erstellt wurde, einen Erstickungstod zwar nicht aus, kommt jedoch zu dem Schluss, dass „ein ursächlicher Zusammenhang zwischen Tod und Verklebung“ mit „der für das Strafverfahren erforderlichen Sicherheit nicht zu belegen ist“. Nachdem dieses Gutachten an die Öffentlichkeit gelangte, meldete sich Stojtscho Radanow erneut zu Wort und widersprach dem Wiener Gerichtsmediziner sowohl in diesem Punkt als auch in seiner Kernthese, Omofuma sei infolge einer Embolie gestorben. „Marcus Omofuma starb, weil sein Mund verklebt und der Körper gefesselt wurde“, wird Radanow zitiert. Ihm zufolge sei es offensichtlich, dass Omofuma durch das Verkleben des Mundes erstickte, was er durch Klebstoffspuren in der Lunge nachweisen konnte. Das Foto des toten Omofuma wird von Radanow zudem seit 1999 bei seinen Vorlesungen zur Veranschaulichung eines „klassischen Erstickungstodes“ verwendet.
Herbert Budka, Professor für Neuropathologie in Wien, begutachtete das Gehirn von Marcus Omofuma neuropathologisch. Mit seinem Gutachten vom 12. Juli 1999 wurde festgestellt, dass eine massive Schädigung des Gehirns infolge Sauerstoffmangels auftrat, die in den letzten 30 Minuten irreparabel wurde und schlussendlich zum Tod Omofumas führte.
Im Mai 2001 bestätigte ein in Deutschland erstellter Befund des Münsteraner Rechtsmediziners Bernd Brinkmann das bulgarische Gutachten.

### Gerichtsprozess
Die drei Polizisten wurden im Jahre 2002 vom Landesgericht Korneuburg der fahrlässigen Tötung unter besonders gefährlichen Verhältnissen für schuldig befunden. Das Strafmaß von acht Monaten bedingt unter einer Probezeit von drei Jahren ermöglichte den Verurteilten eine Weiterbeschäftigung als Polizeibeamte. Ihre Suspendierung vom Dienst wurde am 5. Mai 2001 – also bereits Monate vor der ersten Hauptverhandlung – aufgehoben.
Das milde Urteil wurde in weiten Teilen der österreichischen Zivilgesellschaft heftig kritisiert.

## Gedenkstein und Platz der Menschenrechte

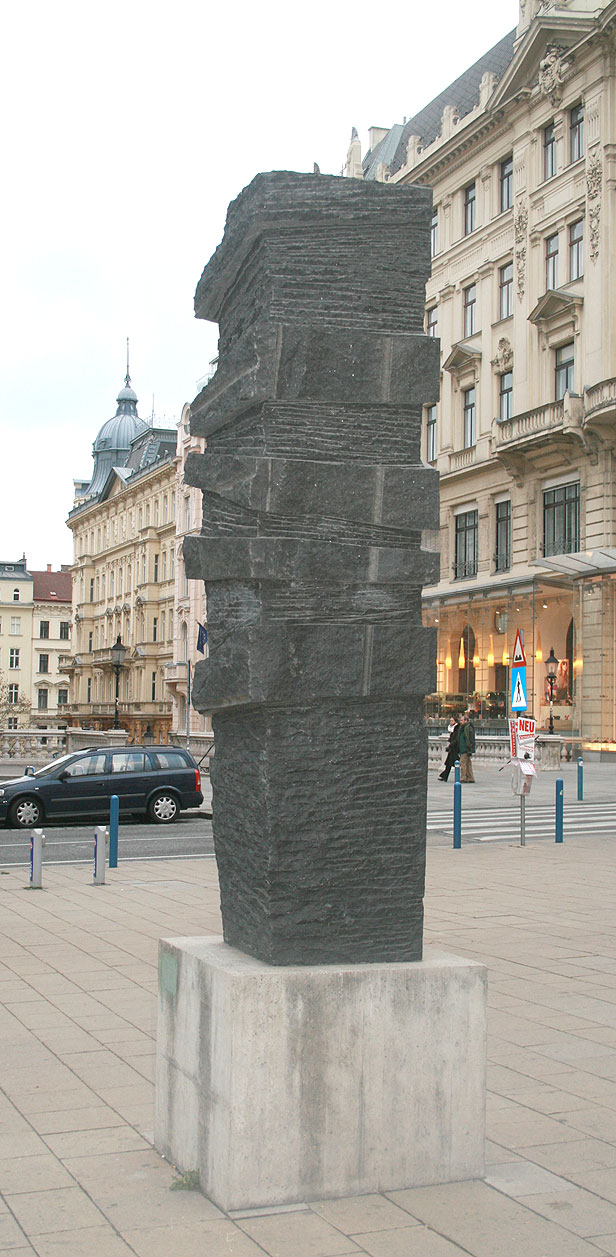
Marcus-Omofuma-Stein

Die Künstlerin und Bildhauerin Ulrike Truger schuf auf eigene Kosten als Zeichen gegen Rassismus und Fremdenfeindlichkeit einen Gedenkstein für den verstorbenen Asylwerber. Nachdem sie sich zunächst vergeblich bemühte, gemeinsam mit der Wiener Stadtverwaltung einen geeigneten Ort zur Aufstellung zu finden, wurde die drei Meter hohe und fünf Tonnen schwere Granitskulptur zunächst am 10. Oktober 2003 ohne Genehmigung vor der Wiener Staatsoper aufgestellt. In einem Interview erklärte Truger: „[...] durch die öffentliche Aufstellung des Marcus-Omofuma-Steins wird dem Bedauern über den tragischen Tod des Marcus Omofuma Ausdruck verliehen und ein Anstoß zu einer integrativen und humanen Sichtweise gegeben.“
Etwa einen Monat später wurde der Gedenkstein vom ursprünglichen Aufstellungsort entfernt und in ein Lager gebracht. Am 17. November bekam er im Zuge einer kleinen Gedenkfeier vor dem Museumsquartier an der Mariahilfer Straße einen neuen Platz in der Öffentlichkeit.
Vor allem in den ersten Jahren nach der Aufstellung beim Museumsquartier wurde der Gedenkstein wiederholt zum Ziel von Vandalismus und mit fremdenfeindlichen Schmierereien verschmutzt. Mehrmals wurde er gereinigt und abermals beschmiert. Von Seiten der FPÖ-Wien wurde die Aufstellung abgelehnt und seither immer wieder die Entfernung der Skulptur gefordert.
Erneut in die Schlagzeilen geriet das Denkmal, als am 6. Dezember 2020 die umstrittene Identitäre Bewegung auf die Opfer des Terroranschlags von 2. November 2020 hinwies um „ein Zeichen für die Leben weißer Menschen zu setzen“. Dabei verhüllten sie das Denkmal mit Schalltafeln, auf denen Terroropfer sowie der Spruch „White Lives Matter Wien“ zu sehen war.
Seit 2. Dezember 2014 trägt der Platz, auf dem der Gedenkstein steht, durch Beschluss des Kulturausschusses der Stadt Wien den Namen Platz der Menschenrechte. 2018 wurde dort auf Initiative des Bezirks Neubau und von Kunst im öffentlichen Raum Wien (KÖR) ergänzend die Skulptur „Wiener Bankett der Menschenrechte und ihre HüterInnen“ der französischen Künstlerin Françoise Schein aufgestellt und am 14. Juni eröffnet.
Seit 2023 steht der Gedenkstein unter Denkmalschutz.